# Цисродност
Цисродност (цис) је термин за људе чији осећај личног идентитета одговара полу и роду који им је додељен по рођењу. Цисродност подразумева да особе имају родни идентитет или извршавају родну улогу коју друштво сматра прикладном за дат пол. Антоним је термин трансродност.

## Етимологија и терминологија
Префикс „цис” у означавању пола и рода, први је у својим радовима употребио немачки сексолог Волкмар Сигуш.
Термин цисродност води порекло од латинског префикса „цис” што значи „са ове, исте стране“, за разлику од термина „транс“, што значи „са оне, друге стране”. Ова употреба се може видети у цис-транс разликама у хемији, цис-транс или комплементарном тесту у генетици, у староримском термину „Цисалпска Галија”, „Цисјорданија” (као израз за Западну обалу). У случају рода, цис описује усклађеност родног идентитета са додељеним полом.
Термин „цисродност” је убачен у Оксфордски речник енглеског језика 2013. године, означавајући особу чији осећај личног идентитета одговара полу и роду приписаном при рођењу. То значи да и људи који се идентификују с родом који стоји у њиховом матичном изводу сад имају званичну дефиницију, а не само они који се не идентификују тако.